# Jakub Beer
Jakub Beer, německy též Jakob Beer (16. února 1796 Chodová Planá – 13. června 1866 Praha), byl český vysokoškolský pedagog, velmistr řádu křižovníků s červenou hvězdou a politik.

## Život
Jakub Beer pocházel z chudé západočeské rodiny. Vystudoval gymnázium v Chebu a filozofii na Karlo-Ferdinandově univerzitě v Praze. Následně vstoupil do řádu křižovníků, kde složil 17. února 1820 řeholní slib. Působil jako doktor teologie a profesor náboženství na filozofické fakultě v Praze, později vyučoval i pedagogiku a dogmatiku. 27. ledna 1840 byl zvolen velmistrem křižovnického řádu. Coby nejvyšší představený řádu nechal opravit klášterní chrám a věnoval plochu před klášterem na zbudování pomníku Karla IV. Získal titul infulovaný prelát zemský.
V roce 1848 obdržel k 500. výročí vzniku pražské univerzity doktorát z filozofie. Roku 1850 se stal ředitelem c. k. vědecké komise pro schvalování kandidátů na gymnaziální učitele. V roce 1859 ho vláda ustanovila do komise pro opravy systému přímých daní. V té době již po několik let zasedal v zemském výboru. Po obnovení ústavního života byl v zemských volbách v Čechách v roce 1861 zvolen do Českého zemského sněmu za velkostatkářskou kurii (skupina nesvěřenecké velkostatky).
Byl aktivní i jako spisovatel (psal německy). V roce 1854 mu byl udělen komturní kříž Řádu Františka Josefa. V roce 1865 získal Řád železné koruny druhé třídy. Zemřel roku 1866 náhle, na mozkovou příhodu. Pohřben byl v Hloubětíně.